# NOBODY (映画)
『NOBODY』（ノーバディ）は、1994年公開の日本映画。加藤雅也主演。第4回日本映画プロフェッショナル大賞ベストテン2位。VHSビデオタイトルは、『NOBODY 〜ノーバディ〜』。

## 概要
脚本家出身で、『クライムハンター』シリーズ、『サニー・ゲッツ・ブルー』等といったVシネマ作品を黎明期から手がけてきた大川俊道監督による劇場用第一作。大川は拘りのガンアクションに加え、一見安全な日本の治安に対する潜在的な不安と恐怖を緊迫感に満ちたサスペンススリラー仕立てで描いている。

## 惹句
誰もいない―。
乾ききったこの街で男たちは出会ってしまった。
そしてルールのない死のゲームが始まる―。

## ストーリー
結婚式帰りの大手広告代理店のエリートサラリーマン仲間のタキ、南部、小西の三人がショットバーで飲んでいたが、ジッポ、マルボロ、ロレックスと名乗る三人組と些細な事から口論。一旦引き上げるものの、忘れ物を取りに戻った小西がその三人からのリンチを受ける。数日後、たまたまロレックスを見つけたタキ等は彼を報復リンチ。ロレックスはその場で動かなくなった。以来罪悪感を抱え続けていたタキの元へジッポからの電話が入る。ジッポはロレックスの死を告げてから、「お礼をさせてもらう」と処刑宣告。その日から命の脅威にさらされ、南部、小西と仲間が次々と消されて行き、そしてタキにジッポ等の正体を告げようとした唐木刑事も凶弾に倒れてしまい、タキは追い詰められて行く……。

## エピソード
- 公開直後に一部シーンを撮り直している。
- 1998年には小規模ながら、アメリカでも公開された。
- DVD版は日本未発売だが、北欧版が存在している。

## キャスト
- タキ：加藤雅也
- 南部猛：竹内力
- 小西雄二：中野英雄
- ジッポ：遠藤憲一
- ロレックス：四方堂亘
- マルボロ：小沢和義
- 宮原梨果(モデル)：中島宏海
- 川久保麗子：西山由海
- タニグチ(タキの同僚)：堀勉
- カメラマン：菅田俊
- 南部猛の友達：安藤麗二
- 探偵：松山鷹志
- 東京保安警備CMナレーション：遠藤憲一
- 新宿西署刑事 唐木辰男：根津甚八
- 田中雅子、広田恵子、岡野正広、園田英樹 ほか

## スタッフ
- 監督・脚本：大川俊道
- 企画・製作：末吉博彦（ヒーロー）、石野憲助（ニューウェーヴ）
- プロデューサー：小椋正樹、古澤敏文（ニューウェーヴ）、服部紹男（セントラル・アーツ）
- 撮影：緒方博
- 照明：居山義雄
- 録音：林大輔
- 整音：小峰信雄
- 編集：北沢良雄
- 助監督：大津是
- 音楽：京田誠一
- 音響効果：中村佳央（東洋音響カモメ）
- 装飾：安達巌、毛尾喜泰
- 持道具：大野利秋
- 衣裳：湯浅昌美
- メイク：横井君夫、安達亜紀子
- スクリプター：荘原はる
- スチール：竹内健二
- ガンアドバイザー&スペシャルエフェクト：BIG SHOT、納富貴久男、唐沢裕一、今関謙一
- 技斗：二家本辰巳
- 人体スタント：大滝明利
- カースタント：TA・KA
- 主題歌：「天国の出口」寺田恵子（BMGビクター）
- 現像：東映化学
- 制作協力：にっかつ撮影所、セントラル・アーツ
- 製作：ニューウェーヴ

## ソフト
- VHS『NOBODY ノーバディ』（1994年8月24日 / 発売元：NLP / 販売元：バンダイビジュアル）